# Coupelle-Neuve
Coupelle-Neuve ist eine französische Gemeinde mit 146 Einwohnern (Stand 1. Januar 2022) im Département Pas-de-Calais in der Region Hauts-de-France (vor 2016 Nord-Pas-de-Calais). Sie gehört zum Arrondissement Montreuil und zum Kanton Fruges.

## Lage
Die Gemeinde Coupelle-Neuve liegt im Artois, 27 Kilometer östlich von Montreuil-sur-Mer. Nachbargemeinden von Coupelle-Neuve sind Fruges im Norden und Osten,  Ruisseauville im Süden sowie Créquy im Westen.

## Bevölkerungsentwicklung
| Jahr      | 1962 | 1968 | 1975 | 1982 | 1990 | 1999 | 2006 | 2013 | 2022 |
| Einwohner | 148  | 144  | 128  | 160  | 139  | 161  | 193  | 175  | 146  |

## Sehenswürdigkeiten

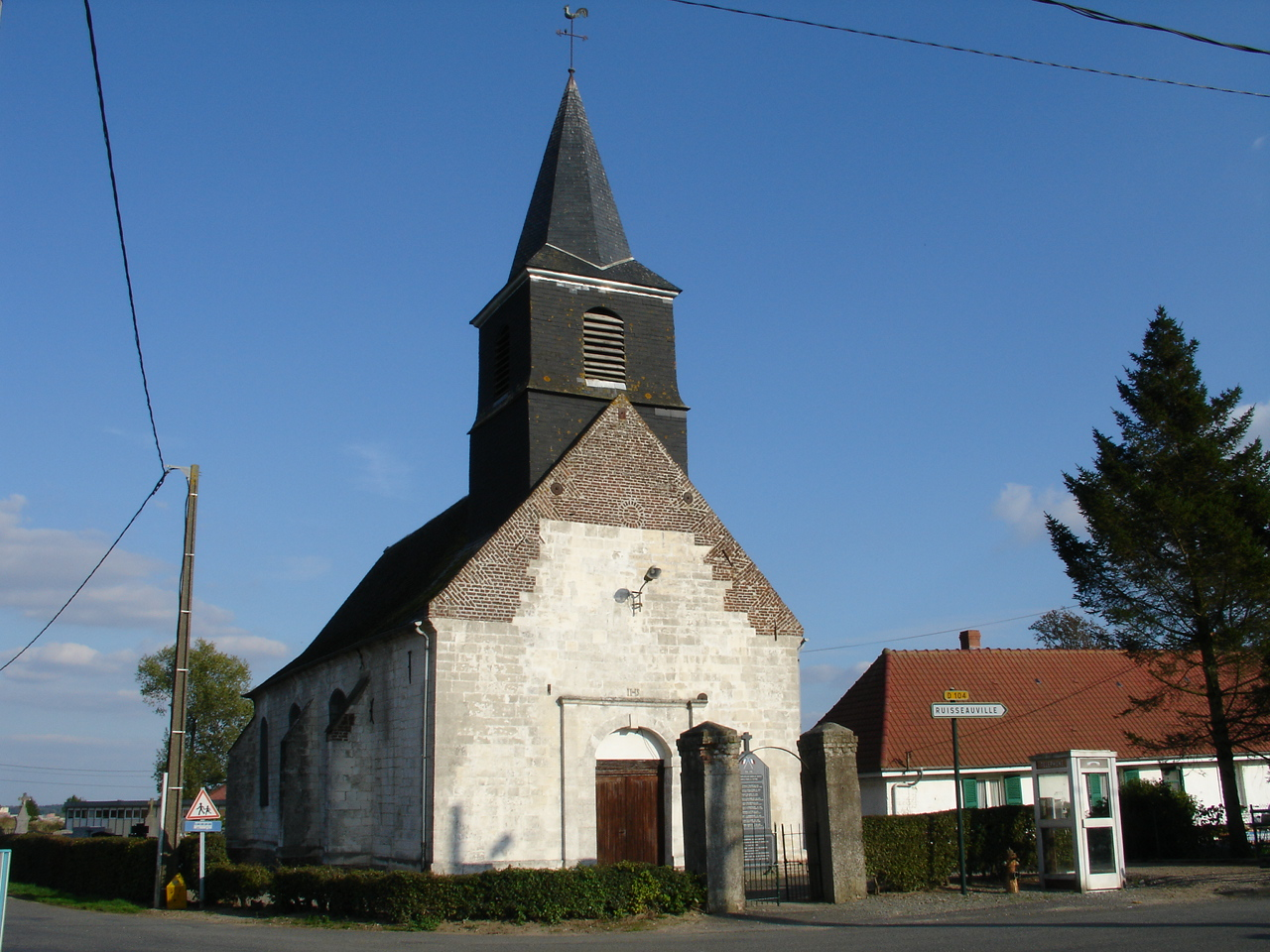
Kirche Saint-Antoine
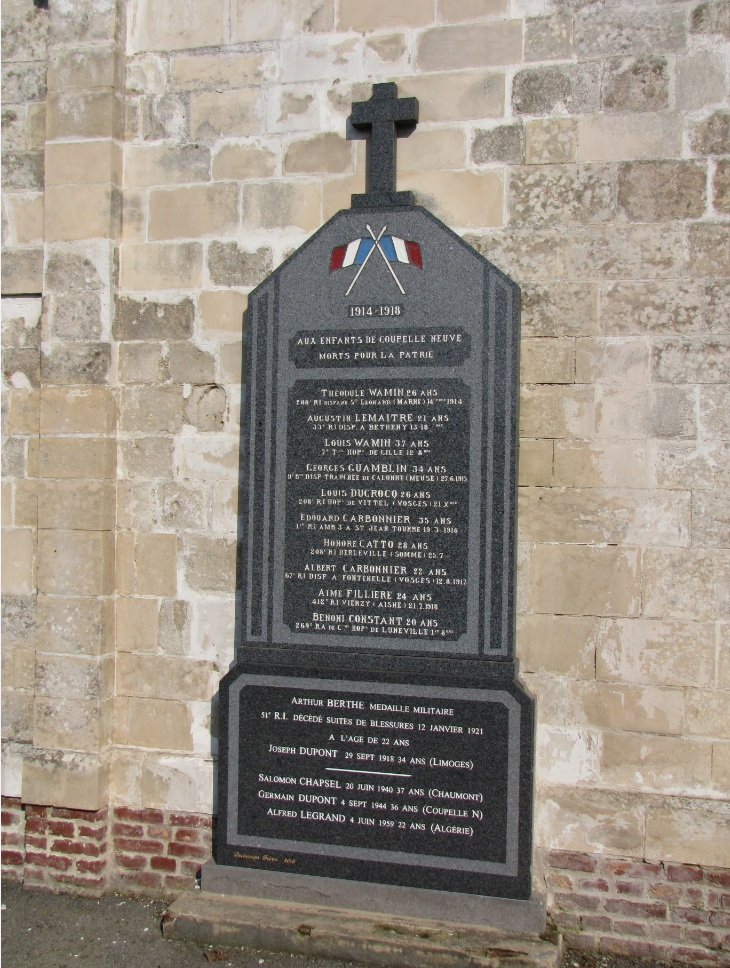
Gefallenendenkmal

- Kirche Saint-Antoine
- Gefallenendenkmal